# The Green Cloak
The Green Cloak er en amerikansk stumfilm fra 1915 af Walter Edwin.

## Medvirkende
- Irene Fenwick som Ruth McAllister.
- Blanche Aimee som Kate McAllister.
- Della Connor som Ella Lenox.
- Kathryn Brook som Mrs. Lenox.
- Anna Reader som Jane.